# Constanze Manziarly
Constanze Manziarly (Innsbruck, 14 de abril de 1920 - desaparecida em 2 de maio de 1945) serviu como cozinheira e nutricionista de Adolf Hitler.

## Biografia
Manziarly nasceu em Innsbruck, Áustria. Ela começou a trabalhar para Hitler, possivelmente por recomendação de Ion Antonescu, de 1943 com sua estada em Berghof até seus últimos dias no Führerbunker em Berlim, em 1945.
Hitler solicitou pessoalmente que Manziarly, juntamente com Gerda Christian e Traudl Junge, abandonasse o bunker em 22 de abril, sobre alegações de que ele temia pela sua segurança.
Ela fugiu do Führerbunker em 1 de maio. O seu grupo foi liderado pelo SS-Brigadeführer Wilhelm Mohnke, e seguiram para norte até se encontrarem com outro grupo do exército alemão em Prinzenallee. Nesse grupo estavam o Dr. Ernst-Günther Schenck e as secretárias Gerda Christian, Else Krüger, e Traudl Junge.
Apesar das alegações de que ela tinha uma cápsula de cianureto para se matar, em 2 de maio, um dia após a maioria dos funcionários terem abandonado o Führerbunker para evitar a captura iminente pelo exército soviética, Traudl Junge relembra que viu Manziarly saindo com seu grupo dois dias antes, "vestida como um soldado", segundo ela.

## Imagem nos meios de comunicação
Constanze Manziarly foi retratada pelas seguintes atrizes de cinema e televisão.
- Phyllida Law, em 1973 no filme britânico Hitler: Os Últimos Dez Dias.
- Carole Boyd em 1973 a produção da televisão britânica A Morte de Adolf Hitler.
- Bettina Redlich em 2004 o filme alemão A Queda – As Últimas Horas de Hitler (Der Untergang).